# Plumb
Tiffany Arbuckle Lee (Tiffany Arbuckle, de soltera, nacida en Indianápolis, Indiana, Estados Unidos) es una artista de música Cristiana Contemporánea que usa el nombre artístico  Plumb. Ha trabajado con diferentes estilos de música, incluyendo Rock Alternativo,  Pop, Dance y Electrónica.

## Carrera

### Como integrante de un grupo
Plumb creció en Atlanta, Georgia, Estados Unidos, y comenzó su carrera como corista. Su disco candycoatedwaterdrops ganó el Dove Award para "Modern Rock Album of the Year" en el 2000.  Dos canciones de este disco fueron éxitos para otros artistas; "Stranded" fue un éxito para Jennifer Paige, y "Damaged" fue un éxito en las pistas de baile en el the Reino Unido en el 2003 para Plummet.
Plumb fue comercializada como una banda durante los tres primeros discos publicados con Essential Records. La banda fue nombrada en honor a la canción "My Favorite Plum" de Suzanne Vega.

### Carrera como solista
Plumb deseaba abandonar la industria musical después de su álbum del 2000. Lee recibió una nota de una chica unas pocas horas de lo que ella pensó sería su último concierto. La carta era acerca de la canción "Damaged", que Tiffany había escrito y grabado acerca de una chica que se enfrentaba con haber sido abusada sexualmente de niña. La nota decía "'Lo que sea que hagas, no quiero olvides que has cambiado la vida de alguien." La nota inspiró a Tiffany para continuar en la industria musical. Firmó con Curb Records como solista en el 2003, lanzando el disco Beautiful Lumps of Coal. Para poder dejar Essential Records, Plumb tenía que cumplir con sus obligaciones contractuales, y esto originó The Best of Plumb, grabado en el 2000, a pesar de que ella sólo había grabado dos discos previamente. El primer sencillo de Beautiful Lumps of Coal, "Real", alcanzó la posición #41 en las listas de popularidad del Reino Unido.  
Su álbum Chaotic Resolve entró a la lista Billboard Top 200 en la posición #177 el 9 de marzo de 2006. Better alcanzó la posición número 1 en la lista U.S. Christian de difusión en radio. The Bronleewe & Bose remix del siguiente sencillo, "Cut", llegó a la posición número 1 en las listas dance en el canal BPM de XM, y a la posición número 5 en la Billboard's Dance Charts Hot Dance Airplay. 
La música de Plumb ha aparecido en soundtracks de películas (Bruce Almighty, Just Married, View from the Top, Brokedown Palace, Drive Me Crazy, The Perfect Man, etc.) y series de televisión (Dawson's Creek, Felicity, ER, Roswell, The Vampire Diaries, Pretty Little Liars etc.).
También ha escrito canciones para artistas tales como Michelle Branch, Kimberley Locke, y Mandy Moore.
Amy Lee (sin parentesco), integrante de Evanescence, mencionó que Plumb es una de sus inspiraciones.
Su tercer disco como solista, Blink, fue lanzado a la venta el 9 de octubre de 2007. "In My Arms", el primer sencillo de este álbum, fue remezclado por Scotty K, Bronleewe & Bose, Gomi, y Bimbo Jones y llegó a la primera posición en las Billboard Dance Charts.